# Allil-alcol deidrogenasi
La allil-alcol deidrogenasi è un enzima appartenente alla classe delle ossidoreduttasi, che catalizza la seguente reazione:
allil-alcol + NADP+ ⇄ acroleina + NADPH + H+
Agisce anche su alcol primari saturi.